# Phoeniculus granti
Phoeniculus granti és una espècie d'ocell de la família dels fenicúlids (Phoeniculidae) que rep en diverses llengües el nom de "puput dels arbres de Grant" (Anglès: Grant's Wood Hoopoe. Francès: Irrisor de Grant). Habita zones àrides amb arbusts espinosos de Kenya i nord-est de Tanzània.